# Jessicah Schipper
Jessicah Lee Schipper, född 19 november 1986 i Brisbane, är en australisk simmare. 
Schipper slog igenom vid VM i Barcelona 2003 då hon var med i det australiska medleylaget som tog brons, en placering som förbättrades i OS 2004 då laget vann guld. Totalt har hon deltagit i tre OS och vunnit fyra medaljer.
Individuellt har Schippers största framgångar kommit i fjärilsim, en disciplin där hon vunnit tre VM-guld.

### Fotnoter
1. ↑  ”Jess Schipper Bio, Stats, and Results - Olympics at Sports.reference.com”. sportsreference.com. Sportsreference. Arkiverad från originalet den 18 mars 2009. https://web.archive.org/web/20090318201329/http://www.sports-reference.com/olympics/athletes/sc/jess-schipper-1.html. Läst 18 november 2015.